# Stade Louis-Dugauguez
El Stade Louis Dugauguez es un estadio de usos múltiples en Sedán, Francia. Actualmente se utiliza principalmente para partidos de fútbol y es el estadio local del CS Sedan Ardennes. El estadio tiene capacidad para 23 189 personas y fue construido en el 2000. Este estadio reemplazó al Stade Emile Albeau.